# Yogi Babu
Pour les articles homonymes, voir Babu.
Yogi Babu, né le 22 juillet 1985 est un acteur indien, qui joue dans des films en langue tamoule. il reçoit les récompenses du meilleur comédien dans Aandavan Kattalai (2016), Kolamavu Kokila (2018), Pariyerum Perumal (2018), Comali (2019), Love Today (2022) et Maaveeran (2023).

## Biographie
Le père de Yogi Babu est un havildar dans l'armée indienne, Yogi doit ainsi beaucoup voyager à ses côtés pendant son enfance. Il étudie ensuite à Jammu au début des années 1990.
Il est repéré pour la première fois en 2004 par le réalisateur Ram Bala, lorsqu'il accompagne un ami au tournage de la série télévisée Lollu Sabha. Intrigué par le look et le physique particuliers de Babu, Ram Bala lui demande s'il veut devenir acteur et l'embauche. Babu apparaît dans 156 épisodes et travaille également comme assistant réalisateur dans la série.
Il fait ses débuts au cinéma en 2009 dans le film Yogi du réalisateur Subramaniam Siva où il interprète un acteur en herbe. En 2013, il tient un rôle plus important dans la comédie Pattathu Yaanai, la même année il joue également dans Chennai Express aux côtés de Shahrukh Khan. En 2015, il apparaît dans plus d'une douzaine de films et reçoit des critiques positives pour son interprétation dans Kaaka Muttai.
Yogi Babu connait une année décisive en 2016, avec des apparitions dans 20 films,

## Vie privée
Yogi Babu épouse Manju Bhargavi le 5 février 2020 lors d'une cérémonie intime organisée dans le temple ancestral de Thiruttani,.
Il est père d'un garçon né le 28 décembre 2020.

## Filmographie partielle
Yogi Babu a joué dans plus de 200 films et séries télévisées. Sauf indication contraire, les informations mentionnées dans cette section peuvent être confirmées par la base de données cinématographiques IMDb,  présente dans la section « Liens externes ».

### Cinéma
Films notables
- 2009 : Yogi de Subramaniam Siva : Acteur débutant
- 2011 : Rajapattai de Suseenthiran: Azhagu
- 2013 : Pattathu Yaanai de Boopathy Pandian : Homme de main
- 2013 : Chennai Express de Rohit Shetty : Trafiquant sri-lankais
- 2014 : Kaaka Muttai de M. Manikandan: Ami de Naina
- 2015 : Vedalam de Siva : Acolyte de Kaali
- 2016 : Aandavan Kattalai de M. Manikandan : Muthupandi Selvam
- 2017 : Mersal de Atlee : Nolan
- 2018 : Kolamavu Kokila de Nelson Dilipkumar : Sekar
- 2018 : Pariyerum Perumal de Mari Selvaraj : Anand
- 2019 : Thadam de Magizh Thirumeni : Suruli
- 2019 : Dharmaprabhu de Muthukumaran : Yamantaka
- 2019 : Gurkha de Sam Anton : Babu
- 2019 : Comali de Pradeep Ranganathan : Mani
- 2019 : Zombie de Bhuvan Nullan : Gangster Pistol Raj
- 2019 : 50/50 de Krishna Sai : Kai Kulandhai
- 2020 : Cocktail de Ra.Vijaya Murugan : Don
- 2021 : Mandela de Madonne Ashwin : Nelson Mandela
- 2021 : Pei Mama de Sakthi Chidambaram : Kozhi Kumar
- 2022 : Panni Kutty de Anucharan Murugaiyan : Thittani
- 2022 : Love Today de Pradeep Ranganathan : Dr. Yogi
- 2023 : Bommai Nayagi de Shan : Velu
- 2023 : Yaanai Mugathaan de Rejishh Midhila : Ganesan, Vinayakar
- 2023 : Maaveeran de Madonne Ashwin : Kumar
- 2023 : Jailer de Nelson Dilipkumar : Vimal
- 2023 : Lucky Man de Balaji Venugopal : Murugan
- 2024 : Thookudurai de Dennis Manjunath : Manna
- 2024 : Boomer Uncle de Swadees MS : Nesam
- 2024 : Boat de Chimbu Deven : Kumaran

### Télévision
- 2004 : Lollu Sabha de Rambhala (156 épisodes)
- 2012-2013 : My Name Is Mangamma de S.N. Sakthevel
- 2021 : Navarasa : neuf émotions de Mani Ratnam : Velusamy (épisode 2)
- 2024 : Chutney Sambar de Radha Mohan : Sachin Babu "Sachu" / Vignesh Babu

### Récompenses
- Prix SIIMA du meilleur comédien pour Aandavan Kattalai (2016)
- Prix SIIMA du meilleur comédien pour Kolamaavu Kokila (2018)
- Prix SIIMA du meilleur comédien pour Comali (2019)
- Prix du cinéma Ananda Vikatan du meilleur comédien pour Aandavan Kattalai (2016)
- Prix du cinéma Ananda Vikatan du meilleur comédien pour Kolamaavu Kokila (2018)
- Prix du cinéma Ananda Vikatan du meilleur comédien pour Pariyerum Perumal (2018)
- Prix du cinéma Ananda Vikatan du meilleur comédien pour Love Today (2022)
- Prix du cinéma Ananda Vikatan du meilleur comédien pour Maaveeran (2023)